# Löwenbrücke (Münden)

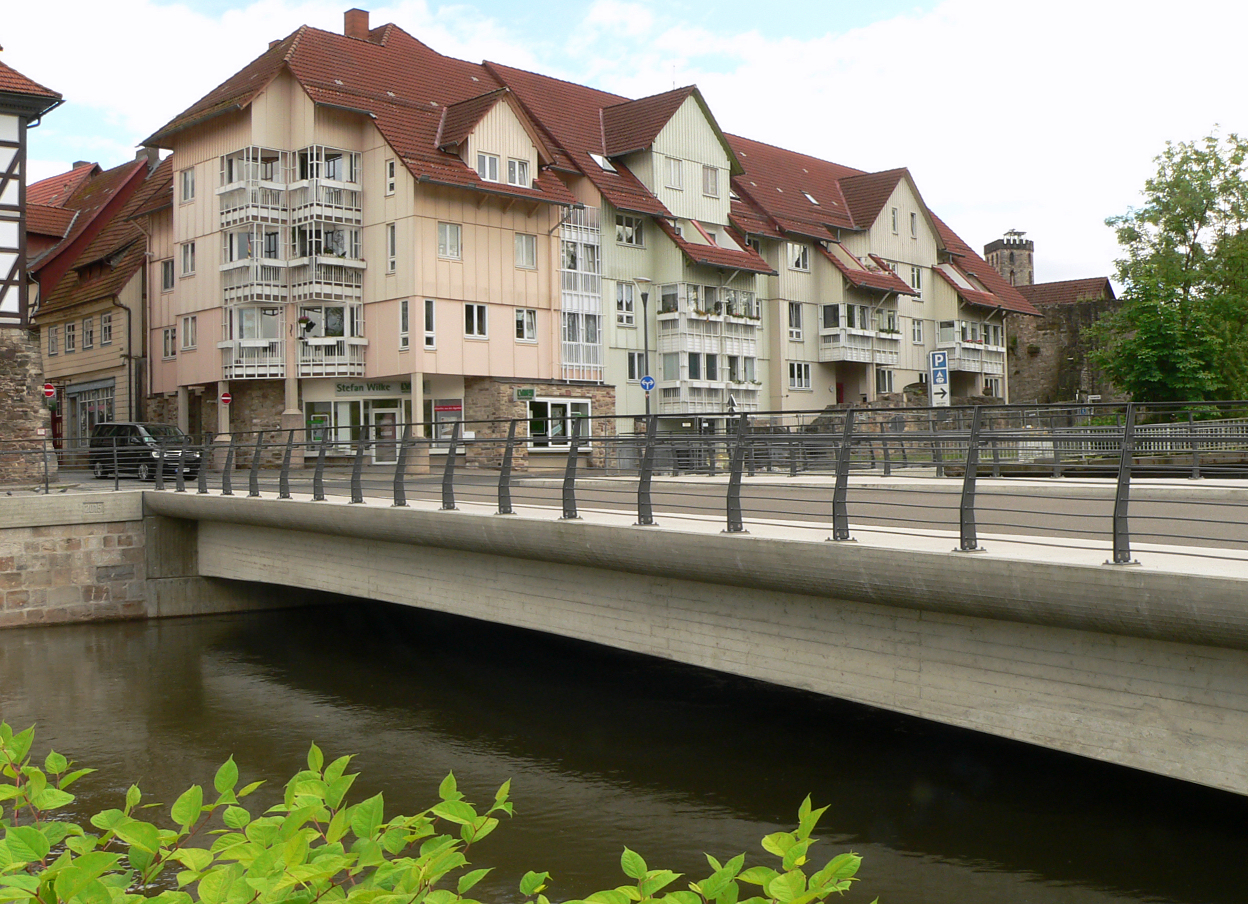
Die 2015 fertiggestellte, neue Löwenbrücke

Die Löwenbrücke ist eine 30 Meter lange und acht Meter breite Straßenbrücke über den Mühlenarm der Fulda im Gebiet der Stadt Hann. Münden in Südniedersachsen. Sie verbindet die Altstadt, im Bereich der Kasseler Schlagd, mit der Flussinsel des Tanzwerders.
Die Brücke hat verschiedene Vorgängerbauten unter der Bezeichnung Tanzwerderbrücke, die zu der seit Jahrhunderten genutzten Flussinsel führten. Über die Art der Vorgängerbrücken, wie Holz- oder Steinbau, ist nichts näheres bekannt. Die heutige Bezeichnung als Löwenbrücke beruht auf der etwa im 19. Jahrhundert am Fluss aufgestellten Figur des Brückenlöwen.
Die heutige Brücke wurde ab dem Frühjahr 2015 erbaut und ist am 1. Oktober 2015 für den Verkehr freigegeben worden. Das Bauwerk wurde für 1,12 Millionen Euro errichtet und wird als neue Löwenbrücke bezeichnet. Nach der Fertigstellung wurde die 1967 errichtete, alte Löwenbrücke abgerissen. Sie war baufällig geworden und musste bereits 2012 notgesichert werden. Die neue Löwenbrücke entstand etwa 20 Meter flussabwärts von der alten Löwenbrücke.
Die Brücke wird hauptsächlich von Kraftfahrzeugen auf dem Weg zu einem Parkplatz auf dem Tanzwerder frequentiert.

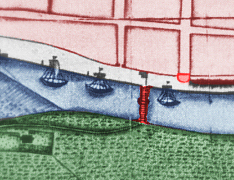
Die Tanzwerderbrücke als Vorgängerbau auf einem Plan von 1728, rechts daneben der Stumpfe Turm
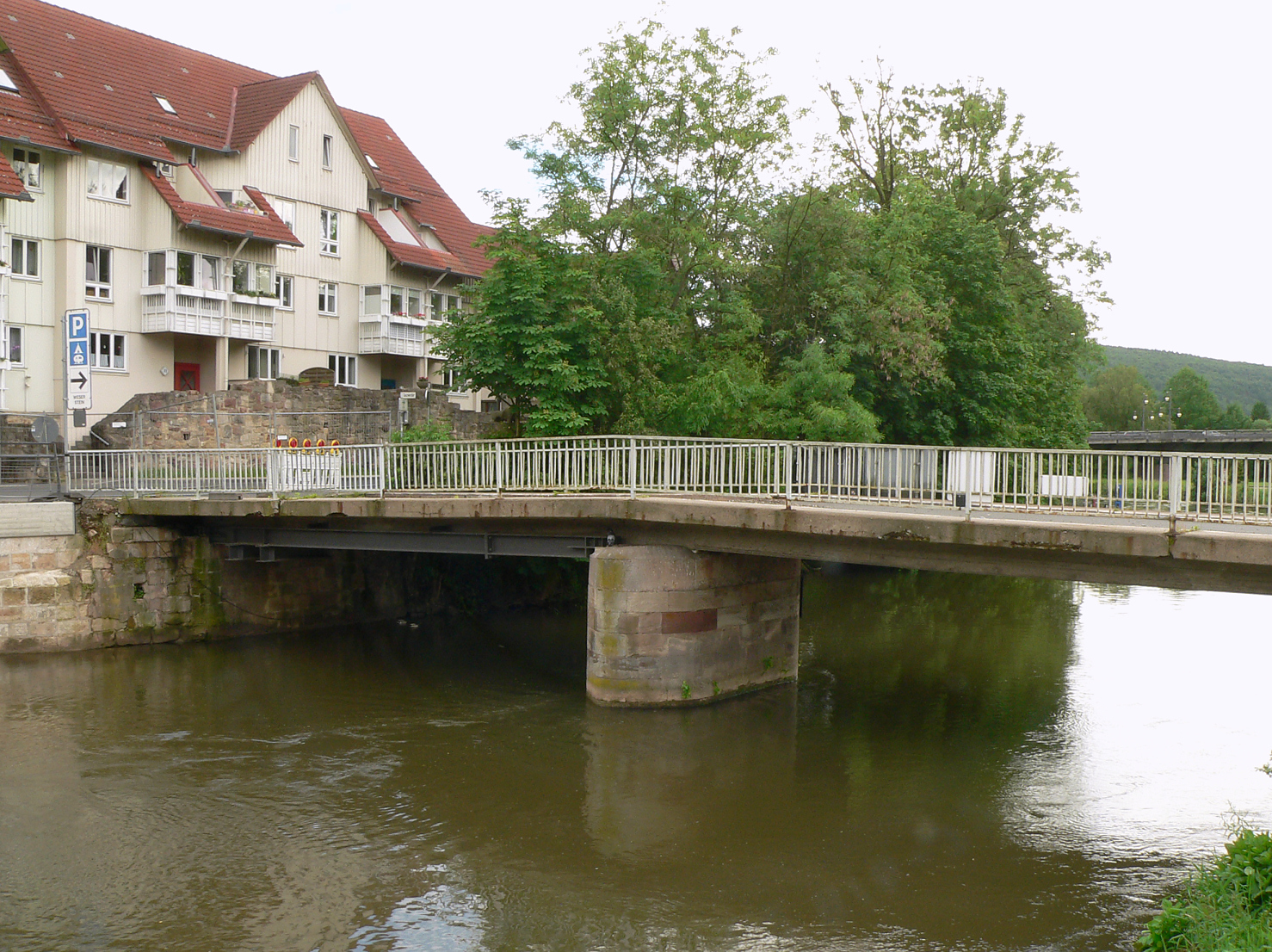
Die inzwischen abgerissene Löwenbrücke mit dem Standort des Brückenlöwen am Ufer im Bereich der Bäume, 2016
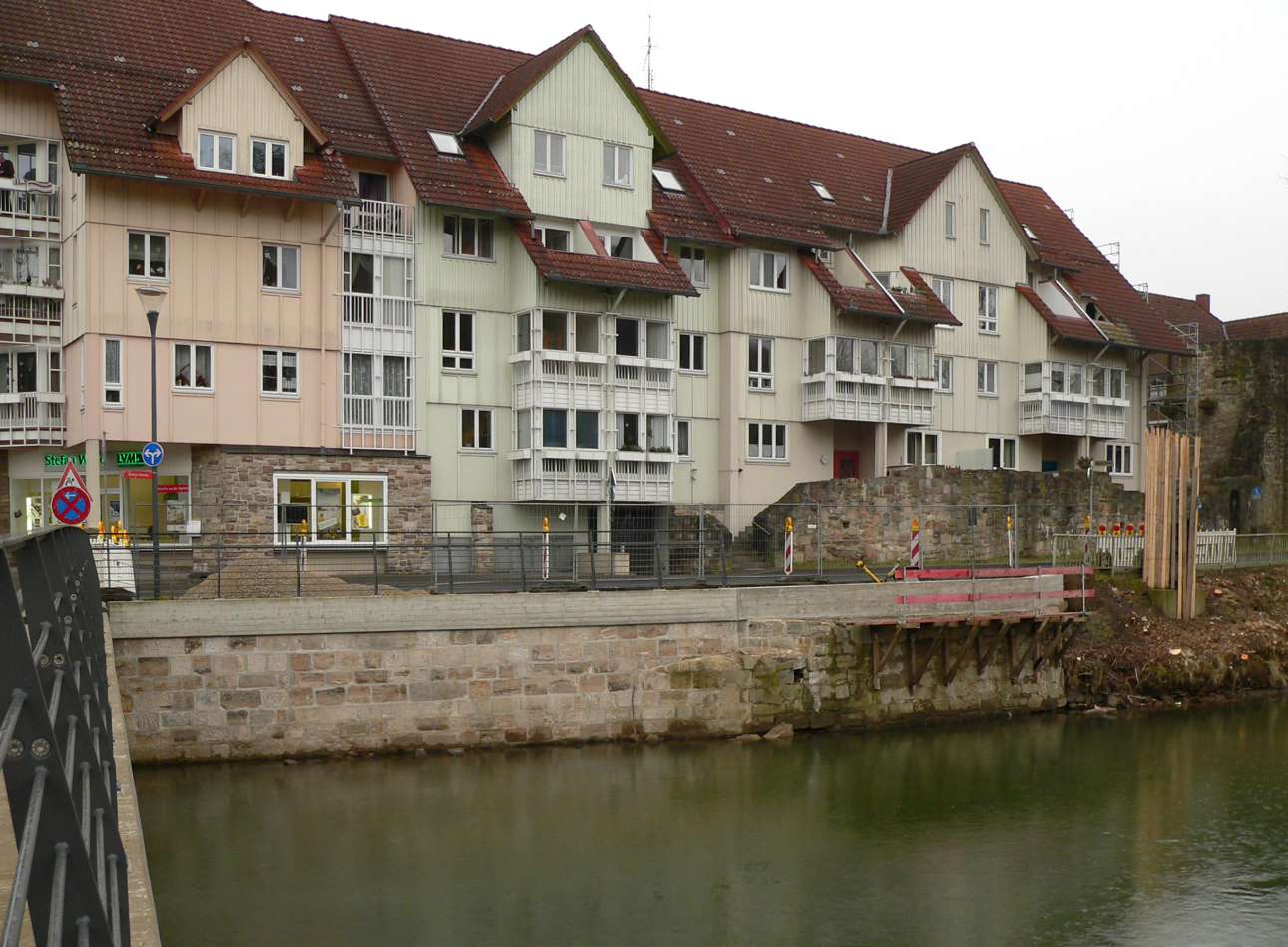
Die neue Brücke (links) und der Ansatz der alten Brücke (rechts), 2018